# Поткозарје (Бања Лука)
Поткозарје (раније Ивањска) је насељено мјесто и сједиште мјесне заједнице на подручју града Бање Луке, Република Српска, БиХ. Насељено место Поткозарје дели се на две мјесне заједнице: Поткозарје и Мишин Хан.

## Географски положај
Налази се сјеверозападно од Бање Луке, на путу према Приједору. Сјеверни дио мјесне заједнице налази се на обронцима планине Козаре. Изнад Ивањске налази се козарачка висораван Превија, гдје се налази и истоимени планинарски дом.

## Историја
Ивањска је имала статус општине која је укинута 1963. године, а затим припојена општини Бања Лука. Општина Ивањска обухватала је насељена мјеста: Барловци, Церици, Драгочај, Ивањска, Пискавица, Пријаковци, Радосавска, Рамићи, Шимићи и Верићи. Године 1961. имала је 20.287 становника.
До 11. маја 1994. године (Сл. гласник РС 9/94) званично име насеља је било Ивањска.

## Становништво
|             | 2013.          | 1991.          | 1981.          | 1971.          |
| Укупно      | 3 065 (100,0%) | 4 577 (100,0%) | 4 953 (100,0%) | 5 062 (100,0%) |
| Срби        | 2 774 (90,51%) | 1 095 (23,92%) | 1 180 (23,82%) | 1 408 (27,82%) |
| Хрвати      | 240 (7,830%)   | 3 306 (72,23%) | 3 394 (68,52%) | 3 614 (71,39%) |
| Остали      | 13 (0,424%)    | 52 (1,136%)    | 66 (1,333%)    | 27 (0,533%)    |
| Неизјашњени | 11 (0,359%)    | –              | –              | –              |
| Бошњаци     | 9 (0,294%)     | 6 (0,131%)1    | 3 (0,061%)1    | 7 (0,138%)1    |
| Православци | 8 (0,261%)     | –              | –              | –              |
| Југословени | 3 (0,098%)     | 118 (2,578%)   | 303 (6,118%)   | 2 (0,040%)     |
| Украјинци   | 2 (0,065%)     | –              | –              | –              |
| Муслимани   | 2 (0,065%)     | –              | –              | –              |
| Словенци    | 1 (0,033%)     | –              | 4 (0,081%)     | 3 (0,059%)     |
| Босанци     | 1 (0,033%)     | –              | –              | –              |
| Непознато   | 1 (0,033%)     | –              | –              | –              |
| Црногорци   | –              | –              | 2 (0,040%)     | –              |
| Албанци     | –              | –              | 1 (0,020%)     | 1 (0,020%)     |

1. 1 На пописима од 1971. до 1991. Бошњаци су пописивани углавном као Муслимани.

| Демографија | Демографија | Демографија |
| Година      | Становника  | Становника  |
| ----------- | ----------- | ----------- |
| 1948.       | 4.754       |             |
| 1953.       | 4.598       |             |
| 1961.       | 4.857       |             |
| 1971.       | 5.062       |             |
| 1981.       | 4.953       |             |
| 1991.       | 4.560       |             |
| 2013.       | 3.065       |             |

### Пријашња општина Ивањска
Национални састав становништва према попису из 1991. године, на подручју некадашње општине Ивањска био је следећи:
укупно: 16.624
- Срби – 8.172 (49,15)
- Хрвати – 7.834 (47,12)
- Муслимани – 43 (0,25)
- Југословени – 386 (2,32)
- остали - 189 (1,16)

Општина Ивањска обухватала је насељена места : Барловци, Церици, Драгочај, Ивањска, Пискавица, Пријаковци, Радосавска, Рамићи, Шимићи и Верићи.
- Барловци - ук. 624, Хрвати - 570, Срби - 26, Муслимани - 6, Југословени - 14, остали - 8
- Церици - ук. 169, Хрвати - 161, Срби - 3, Југословени - 1, остали - 4
- Драгочај - ук. 2.578, Хрвати - 1.890, Срби - 478, Муслимани - 21, Југословени - 141, остали - 48
- Ивањска - ук. 4.577, Хрвати - 3.306, Срби - 1.095, Муслимани - 6, Југословени - 118, остали - 52
- Пискавица - ук. 3.798, Срби - 3.729, Хрвати - 15, Муслимани - 1, Југословени - 27, остали - 26
- Пријаковци - ук. 576, Срби - 482, Хрвати - 50, Муслимани - 9, Југословени - 30, остали - 5
- Радосавска - ук. 514, Срби - 493, Хрвати - 3, Југословени - 5, остали - 13
- Рамићи - ук. 1.035, Срби - 633, Хрвати - 344, Југословени - 42, остали - 16
- Шимићи - ук. 1.516, Хрвати - 1.493, Срби - 8, остали - 15
- Верићи - ук. 1.237, Срби - 1.225, Хрвати - 2, Југословени - 8, остали - 2